# Załuki (województwo warmińsko-mazurskie)
Załuki (niem. Salucken) – osada mazurska w Polsce położona w województwie warmińsko-mazurskim, w powiecie mrągowskim, w gminie Sorkwity przy drodze krajowej nr 16.
W latach 1975–1998 miejscowość administracyjnie należała do województwa olsztyńskiego.